# Monika Kryemadhi

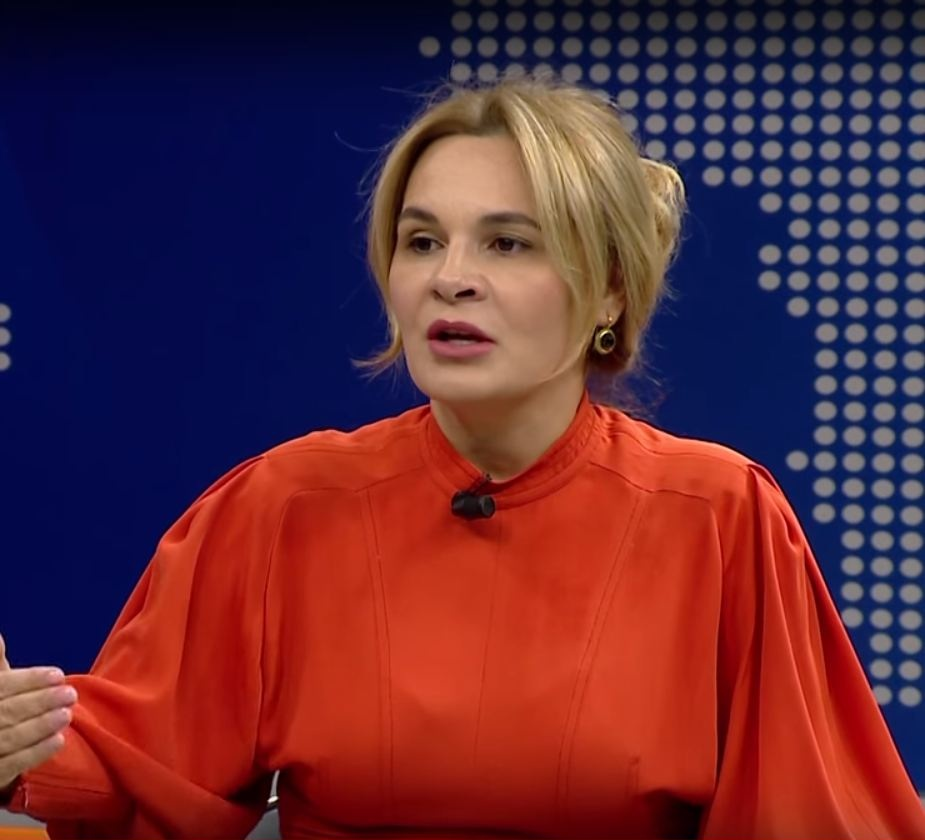
Monika Kryemadhi (2017)

Monika Kryemadhi (* 9. April 1974 in Tirana) ist eine albanische Politikerin, Mitglied des Albanischen Parlaments und Parteivorsitzende der Lëvizja Socialiste për Integrim. Sie hat den Parteivorsitz von ihrem Ehemann Ilir Meta übernommen, als dieser Staatspräsident Albaniens wurde. Um weiterhin politisch aktiv sein zu können, hat Monika Kryemadhi auf die Rolle der First Lady verzichtet – die älteste Tochter Bora nahm wiederholt repräsentative Aufgaben wahr.

## Ausbildung und Privates
Monika Kryemadhi, aufgewachsen in Tirana als Kind von Arbeitern, besuchte von 1988 bis 1992 die Mittelschule Petro Nini Luarasi und studierte ab 1992 Biochemie an der Universität Tirana. Von August bis Dezember 1999 besuchte sie am George C. Marshall Europäischen Zentrum für Sicherheitsstudien in Garmisch-Partenkirchen einen fünfmonatigen Lehrgang zum Thema „Regionale Sicherheitspolitik“. In den Jahren 2000 bis 2002 machte sie ein Nachdiplom in Betriebswirtschaft an der Universität Tirana. Sie machte weitere Fortbildungen und promovierte 2015 an der Wirtschaftsfakultät der Universität Tirana mit einer Arbeit zum Thema „Analyse des Sozialversicherungssystems in wirtschaftlicher und rechtlicher Perspektive“ (albanisch Analiza e sistemit të sigurimeve shoqërore në këndvështrimin ekonomi dhe juridik).
Von 1999 bis 2001 arbeitete sie als Fachspezialistin in der nationalen Umweltschutzbehörde.
Monika Kryemadhi ist mit Ilir Meta verheiratet. Das Paar hat drei Kinder. Im Juli 2019 gab sie bekannt, dass bei ihr ein Gebärmutterkrebs diagnostiziert und behandelt worden war.

## Politische Aktivitäten
Sie begann sich bereits 1991 politisch zu engagieren und war – wie Ilir Meta – eines der Gründungsmitglieder der Jugendorganisation Forumi rinor eurosocialist shqiptar (FRESSH), das von der Partia Socialiste e Shqipërisë initiiert worden war. Sie wurde 1992 in den Vorstand der Organisation gewählt und an der ersten nationalen Versammlung im Mai desselben Jahres zur Generalsekretärin. Bei den Wahlen 1992 engagierte sie sich für FRESSH in Peshkopia, von der Sozialistischen Partei dorthin geschickt. Von 2001 bis April 2002 war sie Präsidentin von FRESSH. 
Von 1994 bis 2000 amtierte sie als Vizepräsidentin der International Union of Socialist Youth.
Von Dezember 1991 bis September 2004 war Monika Kryemadhi Mitglied der Partia Socialiste e Shqipërisë. 2001 wurde sie zum ersten Mal ins Albanische Parlament gewählt. Im Stadtrat von Tirana war sie ebenfalls Mitglied von 1996 bis 2001.
Nach inneren Konflikten in der Sozialistischen Partei kam es im September 2004 zu einer Spaltung. Monika Kryemadhi zählte zu den Gründungsmitgliedern der Lëvizja Socialiste për Integrim (LSI), die von Ilir Meta geleitet wurde. Ab 2012 war sie im Parteisekretariat tätig. Ab 2013 vertrat sie die LSI im Albanischen Parlament als Abgeordnete des Qarks Lezha; bojkottierte aber wie Großteile der Opposition ab Februar 2019 die Parlamentsarbeit und zählte nicht mehr offiziell zur Gruppe der Parlamentarier.
Im Juli 2017 übernahm Monika Kryemadhi den Vorsitz der LSI, nachdem ihr Ehemann zum Staatsoberhaupt gewählt worden war und sie sich parteiintern gegen den Interimsvorsitzenden Petrit Vasil durchgesetzt hatte. Nach der Parlamentswahl 2021, bei der die LSI deutliche Verluste verzeichnete, erklärte Kryemadhi, dass der Parlamentsboykott ein Fehler gewesen sei.

“The most powerful woman politician in Albania”

„Die mächtigste Politikerin in Albanien“

Nach der Ablösung von Ilir Meta durch Bajram Begaj als Staatspräsident gab sie im Juli 2022 den Parteivorsitz wieder an ihren Ehemann ab. Die LSI wurde in Partia e Lirisë umbenannt.
2023 warf der Fernsehsender Top Channel Kryemadhi vor, über undeklarierte Konti im Ausland und finanzielle Verbindungen nach Russland zu verfügen. Kryemadhi bestritt die Vorwürfe als politische Schlammschlacht.

## Kulturelle Aktivitäten
Beim Gesangswettbewerb Kënga Magjike sang sie 2005 ein Duett mit der Politikerin Majlinda Bregu und gehörte 2006 der Jury des Wettbewerbs an.